# Trey Lewis (football américain)
Pour les articles homonymes, voir Trey Lewis et Lewis.
(en) Statistiques sur pro-football-reference
Trey Lewis , né le 23 mai 1985 à Topeka au Kansas, est un sportif professionnel américain de football américain ayant joué au poste de defensive tackle pour les Falcons d'Atlanta dans la National Football League pendant quatre saisons (2007-2010).
Libéré et n'ayant plus intégré d'équipe en NFL, il s'engage en 2012 avec les Nighthawks d'Omaha dans la United Football League où il termine sa carrière.
Au niveau universitaire, il a joué pendant quatre saisons (2003-2006) dans la NCAA Division I FCS pour les Ichabods de Washburn (en) avant d'être sélectionné en 185e choix global lors du 6e tour de la draft 2007 de la NFL.